# Agostinho Guillon Sória
Agostinho Guillon Sória, (Bagé, 28 de agosto de 1922 — Porto Alegre, 27 de junho de 1996), foi um bispo da Igreja Episcopal Anglicana do Brasil, tendo dirigido a Diocese Central (1977-85), no Rio de Janeiro, e a Diocese Missionária de Brasília (1985-89), no Distrito Federal.

## Vida
Frequentou até 1942 o ensino médio no Colégio Cruzeiro do Sul, educandário da Igreja Episcopal do Brasil (IEB), em Porto Alegre, e então decidiu pelo ministério ordenado, tendo estudado no Seminário Teológico da IEB e se bacharelado em Teologia e Filosofia em 1946. Nesse ínterim, tornou-se membro da tradicional Irmandade de Santo André, em 1945.
Foi ordenado diácono em 1947 e, nesse mesmo ano, casou-se com Helena Francisca Zydan Sória, união da qual nasceram sete filhos. De 1947 a 1961 exerceu atividades paroquiais, tendo ingressado, em 1952, na Loja Maçônica Caridade Santanense nº 2, na jurisdição da Grande Loja Maçônica do Estado do Rio Grande do Sul.
Exerceu o cargo de Deão da Catedral da Santíssima Trindade de 1961 a 1977, em Porto Alegre. Nesse período foi delegado ao Congresso das Igrejas Evangélicas da América Latina, Peru, em 1961, e, em 1964, viajou para os Estados Unidos da América para participar da Convenção Geral da Igreja Episcopal daquele país. Em 1967 assumiu também como Presidente do Departamento de Estratégia Missionária da Igreja Episcopal do Brasil.
Foi eleito bispo da Diocese Central, com sede na cidade do Rio de Janeiro, tendo sido sagrado em 24 de abril de 1977. No exercício do bispado ocupou concomitantemente as funções de Presidente da Comissão Litúrgica do Sínodo (1980-84), de Membro do Conselho Consultivo Anglicano (1982-84) e de Presidente do Conselho Nacional de Educação Teológica (1984). Participou em 1982 do Congresso do Conselho Americano de Igrejas, no Peru, e foi Bispo Instalador da cerimônia histórica de instituição da Província Anglicana do Cone Sul, Buenos Aires, no ano de 1983. 
Em 1985 optou pela nova Diocese Missionária de Brasília e foi instituído como seu primeiro bispo. Durante o episcopado em Brasília participou do Grupo Ecumênico de Brasília (1986), participou do Congresso Latino-Americano Anglicano, Panamá (1987), e viajou aos Estados Unidos da América para receber o grau de Doutor em Teologia, honoris causa, do Seminário Teológico de Virginia (1988).
Em 1989, por motivos de saúde e por direito canônico, Dom Agostinho Sória pediu sua aposentadoria. Nessa nova condição ocupou por dois mandatos o cargo de Presidente da ACAPIEB – Associação do Clero Aposentados e Pensionistas da Igreja Episcopal do Brasil.
Seu falecimento, aos 73 anos de idade, por enfermidade, se deu em Porto Alegre no dia 27 de junho de 1996. Agostinho foi o primogênito de numerosa família, sendo um de seus irmãos o artista plástico Clébio Guillon Sória.

## Honrarias
- Doutor em Teologia – honoris causa

Agraciado, em 19 de maio de 1988, com o grau de Doutor em Teologia (Doctor in Divinity), honoris causa, pelo Seminário Teológico de Virginia (Virginia Theological Seminary), nos Estados Unidos da América.
Acompanha o respectivo Diploma de Doutor em Teologia expedido pelo Seminário a seguinte Citação  :
“Seu ministério é um exemplo do mesmo espírito missionário que levou dois diplomados pelo Seminário Teológico de Virginia (no fim do século passado) a se oferecerem para servir a Cristo no Brasil. Assim como eles que ajudaram a implantar a Igreja Episcopal no Rio Grande do Sul – seu estado natal – V. Exª Revmaª. tem participado da expansão do trabalho da Igreja Episcopal do Brasil, em áreas em desenvolvimento de seu imenso país.
Como sacerdote , V. Exª Revmª. liderou a formação de novas congregações. Supervisionou a construção de alguns templos, de uma escola e de um pavilhão para a Escola de Meninos. Como Reitor e Deão da Catedral da Santíssima Trindade, seus talentos criativos fizeram surgir novos ministérios para fortalecimento dos fiéis e para servir aos fracos e oprimidos.
V. Exª. Revmª. deu de si mesmo para servir a órgãos da Igreja Nacional como Secretário do Sínodo. Trabalhou também no Conselho Consultivo Anglicano e participou da criação do Conselho Latino-americano de Igrejas. Desde a educação Teológica, à liturgia e estratégia missionária, sua atuação tem sido marcante nessa Igreja em desenvolvimento.
Eleito Bispo do Brasil Central em 1977, seus pendores administrativos e educacionais , bem como seu espírito missionário, levaram à subdivisão de sua Diocese e à criação da novel Diocese Missionária de Brasília, da qual, no mesmo espírito , tornou-se primeiro bispo em 1985.
O Seminário Teológico de Virginia sente-se honrado em lhe conferir o grau de Doutor em Teologia, honoris causa.
Ronald Poland Atkinson, Bispo - Presidente do Conselho de Administração – Seminário Teológico de Virginia”.
- Inclusão do nome no Dicionário de Biografia Internacional [7]

Agraciado, em 1989, com a inclusão de seu nome e principais dados biográficos no Dicionário de Biografia Internacional (Dictionary of International Biography – D.I.B.) 1990/91, 21ª Edição, Cambridge, Inglaterra, por relevantes serviços prestados à comunidade, de acordo com o respectivo Certificado Mérito (Certificate of Merit) concedido pelo D.I.B..